# Peperomia stilifera
Peperomia stilifera är en pepparväxtart som beskrevs av Truman George Yuncker. Peperomia stilifera ingår i släktet peperomior, och familjen pepparväxter. Utöver nominatformen finns också underarten P. s. nana.